# Santiraj Kulnoppakiet
Santiraj Kulnoppakiet (tiếng Thái: สันติราษฎร์ กุลนพเกียรติ, phiên âm: San-ti-rát Cun-no-pa-ki-ét, sinh ngày 26 tháng 09 năm 1987) còn có nghệ danh là Ben (เบน), là một diễn viên người Thái Lan. Anh hiện là diễn viên độc quyền của Đài Channel 7 (CH7) .

## Phim đã tham gia

### Phim truyền hình
| Năm  | Phim                                                      | Vai                                  | Đóng với                | Đài |
| ---- | --------------------------------------------------------- | ------------------------------------ | ----------------------- | --- |
| 2016 | Karn La Krang Neung...Nai Hua Jai Cổ tích một chuyện tình | Ah Zhou (A Châu)                     |                         | CH7 |
| 2017 | So Sanaeha Móc xích tình duyên                            | Suwat                                |                         | CH7 |
| 2017 | Massaya Massaya, không dám nói yêu anh                    | Prachuap                             |                         | CH7 |
| 2017 | Nakrob Ta Pisat Chiến binh mắt quỷ                        | Keng                                 |                         | CH7 |
| 2017 | Leh Ruk Yah Jai                                           | Pichitchai                           |                         | CH7 |
| 2018 | Ruk Prung Rot                                             | Tai                                  | Parita Chairak          | CH7 |
| 2018 | Hi-So Sa Orn                                              | Noppakhun Siriryotha                 | Angkana Woraruttanachai | CH7 |
| 2019 | Rak Ni Bun Raksa                                          | Mark                                 | Yda Suwanpattana        | CH7 |
| 2019 | Rong Pak Ruk Mai Jamgat                                   | Pratchaya Klapachernpai              | Giada Intorre           | CH7 |
| 2019 | Suay Sorn Kom Sắc đẹp ẩn giấu                             | Dr. Nathi                            |                         | CH7 |
| 2019 | Dtagrut Ton                                               | Damkerng                             |                         | CH7 |
| 2020 | Sed Thee Teen Plao Triệu phú chân trần                    | Dr. Santithon Pittayachidakarn (Lek) | Kharittha Sungsaopath   | CH7 |
| 2020 | Marn Bang Jai Bức màn tình yêu                            | Gawin                                |                         | CH7 |
| 2020 | Khon Nuea Khon Người hùng phương Bắc                      | Tree                                 | (khách mời)             | CH7 |
| 2020 | Sombat Maha Heng Kho báu mất tích                         | Methee Phranurak (Tee)               | Phatchaya Phiansamoe    | CH7 |
| 2020 | Pin Prai                                                  | Krisada Kitiyothin / Kris Chaengkham | Patsita Athianantasak   | CH7 |
| 2022 | Koei Baan Rai Saphai Hiso Rể nhà nông, gái phố thị        | Wasu                                 | Pornchada Krueakoch     | CH7 |
|      | Payak Rai Nai Kularb                                      |                                      | Panichadar Sangsuwan    | CH7 |
|      | Kwang Thang Pun                                           |                                      | Phatchaya Phiansamoe    | CH7 |